# Miguel Ángel Oca
Miguel Ángel Oca Gaia ou Miki Oca (Madrid, 15 de abril de 1970) é um ex-jogador de polo aquático e, atualmente, treinador espanhol, campeão olímpico.

## Carreira
Miguel Ángel Oca fez parte da geração de ouro do polo aquático espanhol, fez parte nos elencos vice-campeão olímpico de 1992, e que conquistou o ouro em Atlanta, 1996. É o atual treinador da Espanha.